# The Lion Man
The Lion Man (bra: O Homem-Leão) é um seriado estadunidense de 1919, no gênero ação, dirigido por Albert Russell e Jack Wells, em 18 capítulos. Produzido e distribuído pela Universal Pictures, foi estrelado por Kathleen O'Connor e Jack Perrin. Teve por base o conto escrito por Randall Parrish, "The Strange Case of Cavendish". Veiculou originalmente nos Estados Unidos entre 29 de dezembro de 1919 e 26 de abril de 1920.
Este seriado é considerado perdido.

## Elenco
- Kathleen O'Connor … Stella Donovan
- Jack Perrin … Jim Westcott
- Mack V. Wright … The Lion Man
- J. Barney Sherry … Frederick Cavendish
- Gertrude Astor … Celeste La Rue
- Henry A. Barrows … Enright
- C. Norman Hammond … Ching
- Robert D. Walker … John Cavendish
- Tom London
- Slim Padgett
- William A. Carroll

## Capítulos
1. Flames of Hate
2. Rope of Death
3. Kidnappers
4. A Devilish Device
5. In the Lion's Den
6. House of Horrors
7. Doomed
8. Dungeon of Despair
9. Sold into Slavery
10. Perilous Plunge
11. At the Mercy of Monsters
12. Jaws of Destruction
13. When Hell Broke Loose
14. Desperate Deeds
15. Furnace of Fury
16. Relentless Renegades
17. In Cruel Clutches
18. In the Nick of Time